# Термін придатності
Строк (термін) придатності — строк (термін), установлений виробником товару, до (або протягом) якого органолептичні, фізико-хімічні, медико-біологічні та інші показники товару в разі дотримання відповідних умов зберігання повинні відповідати вимогам нормативних документів.

## Законодавство
Питання якості та безпеки харчових продуктів і продовольчої сировини для здоров'я населення є найважливішими для виробників. Правові засади цього закладено Законом України «Про якість та безпеку харчових продуктів і продовольчої сировини», згідно зі статтею 7 якого «забороняється реалізація і використання вітчизняних та ввезення в Україну імпортних харчових продуктів без маркування державною мовою України, що містить в доступній для сприймання споживачем формі інформацію про:
…
5) кінцевий термін реалізації або дату виготовлення і термін придатності до споживання».
Відповідно до ч. 2 ст. 13 Закону України «Про захист прав споживачів» термін придатності встановлюється для лікарських засобів, харчових продуктів, виробів побутової хімії, парфумерно-косметичних та інших товарів, споживчі властивості яких можуть з часом погіршуватися і становити небезпеку для життя, здоров'я, майна і довкілля, який зазначається на етикетках, упаковці або в інших документах, що додаються до них при продажу, і який вважається гарантійним терміном. На відміну від гарантійного терміну, термін придатності обчислюється від дати виготовлення (а не від дати продажу), яка також має бути вказана на етикетці або в інших документах і визначається або часом, протягом якого товар є придатним для використання, або датою, до настання якої товар є придатним для використання.
Продаж товарів, на яких термін придатності не зазначений або зазначений з порушенням вимог нормативних документів, а також товарів, термін придатності яких минув, забороняється.

## Строкпридатності
Відповідно до ч. 1 ст. 677 ЦК України нормативно-правовими актами може бути встановлений строк, зі спливом якого товар вважається непридатним для використання за призначенням (строк придатності).
Строк придатності товару визначається періодом часу, який обчислюється з дня його виготовлення і протягом якого товар є придатним для використання, або терміном (датою), до настання якого товар є придатним для використання.
Продавець зобов'язаний передати покупцеві товар, на який встановлено строк придатності, з таким розрахунком, щоб він міг бути використаний за призначенням до спливу цього строку.
Згідно зі ст. 1 Закону України «Про якість та безпеку харчових продуктів і продовольчої сировини» строком придатності харчового продукту до споживання вважається проміжок календарного часу, визначений виробником цього продукту згідно з законодавством, протягом якого органолептичні, фізико-хімічні, медико-біологічні та інші показники харчового продукту повинні відповідати чинним в Україні нормам і правилам у разі додержання відповідних умов зберігання.
Аналізуючи зміст зазначеної статті, можна дійти висновку, що строк придатності може визначатися двома способами:
1. шляхом вказівки на період часу з дня виготовлення, що обов'язково зазначається на етикетці, упаковці або в інших документах;
2. шляхом вказівки на конкретну дату, до якої товар є придатним для використання.